# Onthophagus drumonti
Onthophagus drumonti là một loài bọ cánh cứng trong họ Bọ hung (Scarabaeidae).